# Hyperetis
Hyperetis là một chi bướm đêm thuộc họ Geometridae.